# Конир (Сиримський район)
Кони́р (каз. Қоңыр) — село у складі Сиримського району Західноказахстанської області Казахстану. Адміністративний центр Жосалинського сільського округу.
Населення — 581 особа (2021; 927 у 2009, 1237 у 1999, 1201 у 1989).